# Laguna Beach (Florida)
Laguna Beach statisztikai település az USA Florida államában, Bay megyében. Lakosainak száma 4330 fő (2020. április 1.).

## Népesség
A település népességének változása:

| 2010 | 3 932 |
| 2020 | 4 330 |